# Salinenstraße 30 (Bad Kissingen)

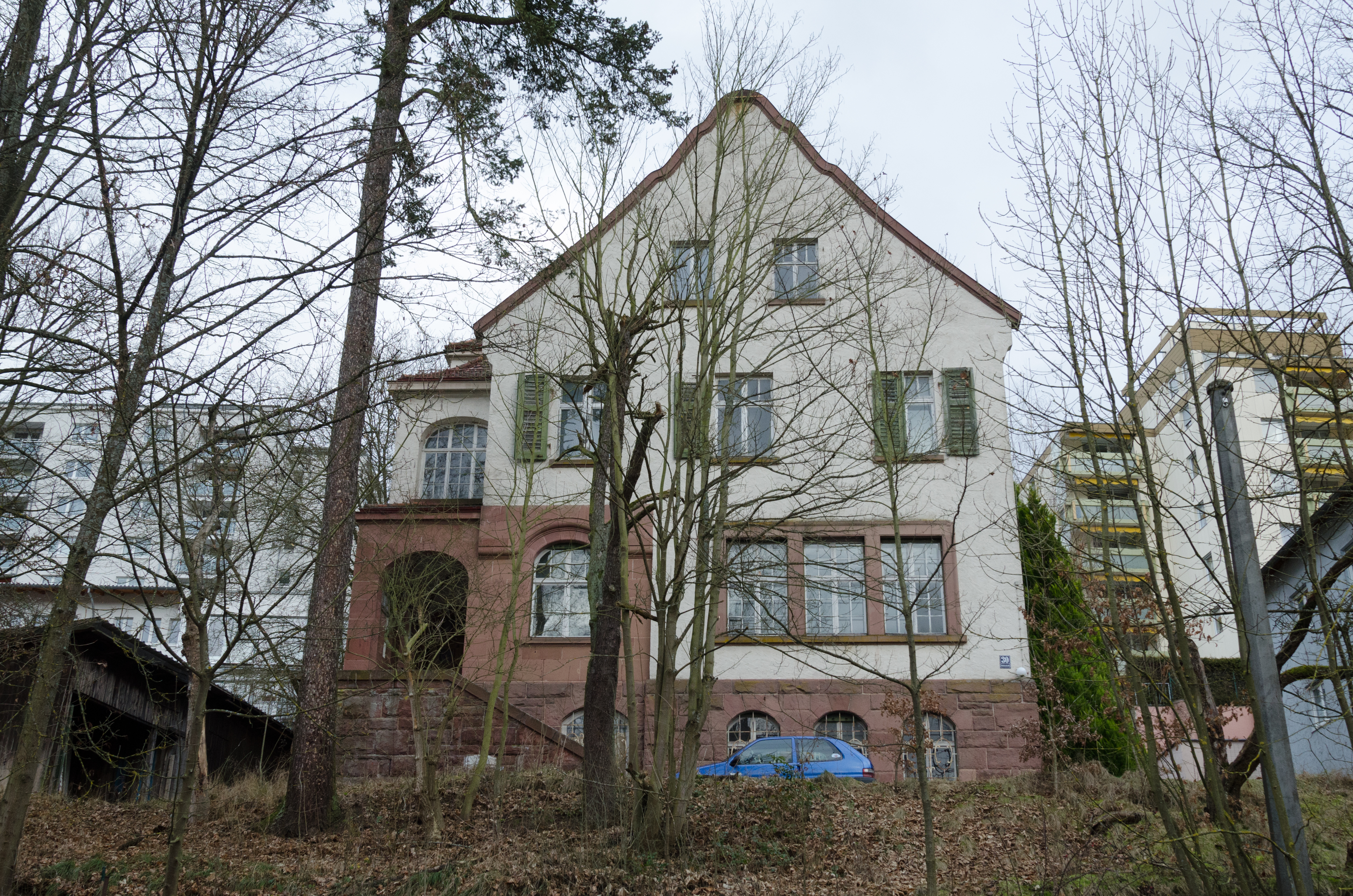
Salinenstraße 30 in Bad Kissingen.

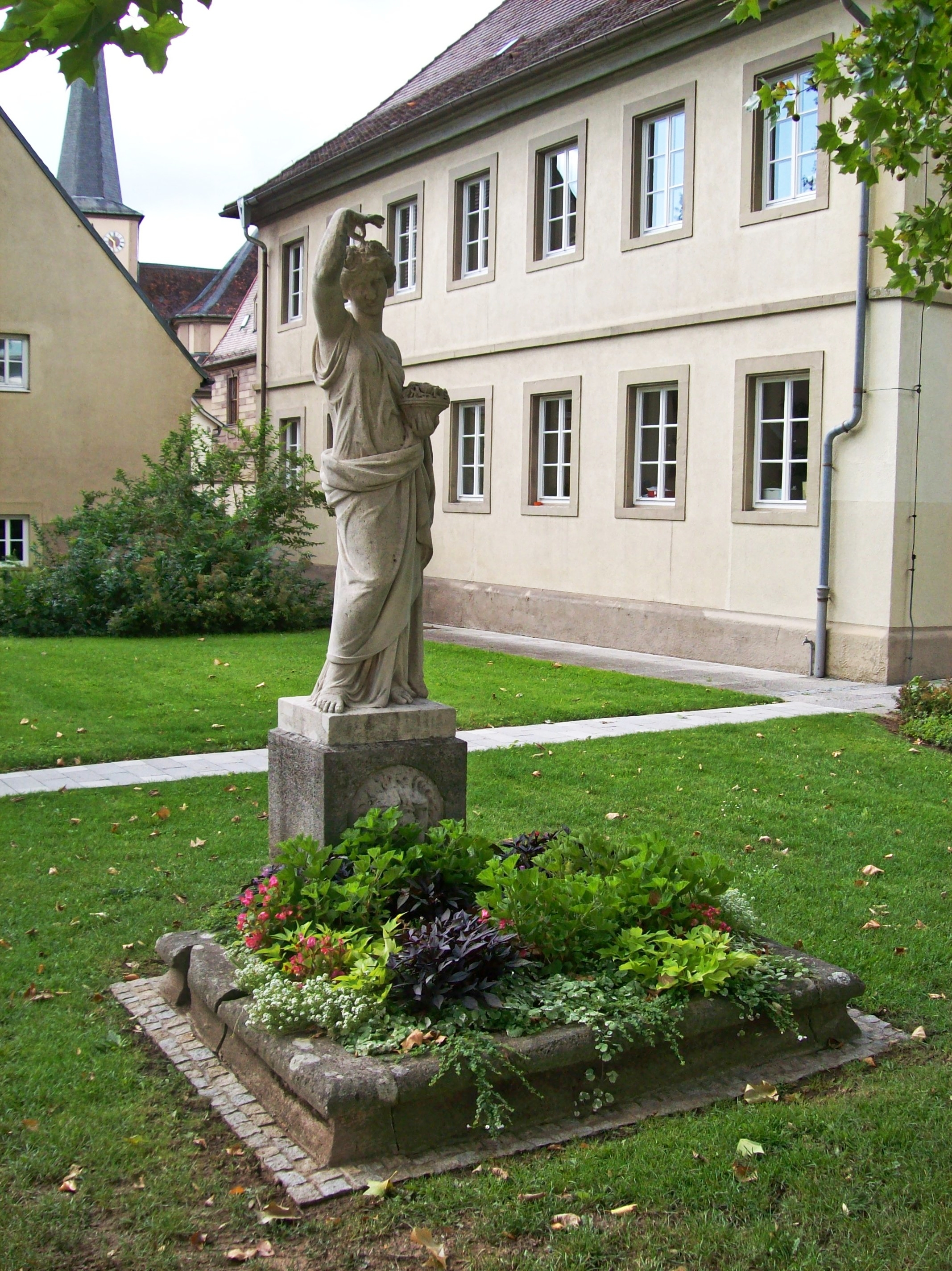
Die Flora-Statue (heute am Rathausplatz 2)

Das Gebäude Salinenstraße 30, das so genannte Katharinenstift in der Salinenstraße in Bad Kissingen, der Großen Kreisstadt des unterfränkischen Landkreises Bad Kissingen. Es gehört zu den Bad Kissinger Baudenkmälern und ist unter der Nummer D-6-72-114-338 in der Bayerischen Denkmalliste registriert.

## Geschichte
Das Anwesen entstand im Jahr 1910 durch den Architekten Leonhard Ritter als Heim für alte, alleinstehende Gemeindemitglieder der evangelischen Kirchengemeinde. Die Protestantin Katharina Krebs hatte im Jahr 1903 zu diesem Zweck zunächst ihr Haus in der Grabengasse testamentarisch bestimmt. Da dieses sich jedoch als ungeeignet erwies, wurde es verkauft und stattdessen das Anwesen Salinenstraße 30 errichtet. Es erhielt zunächst den Namen K. Krebs'sch'e Pfründe und wurde später in Katharinenstift umbenannt. Später wurden in dem Anwesen Aussiedler untergebracht.
Das Gebäude ist mit Zwerchhaus, Risaliten und Rotsandstein im Heimatstil gebaut. Zu dem Anwesen gehört die zeitgleich entstandene Einfriedung vor dem Gebäude.  Ursprünglich befanden sich am Gebäude die Bibelzitate (Jes 46,4 ) und (Mt 5,7 ) und ein Giebelkreuz, die später von der Evangelischen Kirche entfernt wurden.
Die heutigen parkartigen Gärten am Hang östlich der Salinenstraße entstanden erst mit dem Bau der dortigen Villen. Vor dem Ersten Weltkrieg war dieses Gebiet weitgehend kahl. Die vom Bad Kissinger Bildhauer Valentin Weidner im klassizistischen Stil geschaffene Statue der Flora steht heute am Rathausplatz.
Zur Finanzierung des neuen Katharinenstifts mit Altenpflegestation in der Friedrich-List-Straße verkaufte das Diakonische Werk das Gelände südlich des alten Katharinenstifts als Bauplatz. Im Jahr 1995 entstanden auf diesem Grundstück Neubauten mit Tiefgarage.